# Celebrity Xpedition
El Celebrity Xpedition es un crucero operado por Celebrity Cruises. El barco es una alternativa a los barcos más grandes de la línea y ofrece una atención más personalizada gracias a su tamaño más pequeño. Su construcción se inició en 2001 y entró en servicio ese año.
Actualmente, el barco navega por las Islas Galápagos, visitando los puertos de Charles Darwin. El calado poco profundo del barco le permite acceder a puertos de la región que los cruceros más grandes no pueden visitar.

## Historial operativo

### Incidente de 2019
El 5 de noviembre de 2019, el Celebrity Xpedition encalló en las Islas Galápagos. Ningún pasajero o tripulación resultó herido y no se causó daño ambiental.